# Antonio Tarantino (drammaturgo)
Antonio Tarantino (Bolzano, 10 aprile 1938 – Torino, 21 aprile 2020) è stato un drammaturgo e pittore italiano.

## Biografia
Dopo aver svolto diverse attività si dedicò alla pittura, ambito in cui lavorò per vent'anni, partecipando a mostre collettive e personali a Torino, città dove risiedeva, e a Roma.
Nei primi anni Novanta interruppe la carriera di artista figurativo e cominciò a scrivere per il teatro. Decisivo, in questo periodo, fu l'incontro con il critico ed editore Franco Quadri, il quale nel tempo pubblicò gran parte della sua opera presso Ubulibri.
Nel 1994, dopo essersi aggiudicato il Premio Riccione, il suo controverso monologo Stabat Mater fu interpretato da Piera Degli Esposti e fu subito seguito sulle scene italiane dagli altri testi della Tetralogia delle Cure (Passione secondo Giovanni del 1993, Vespro della Beata Vergine del 1994 e Lustrini, datato 1996), tutti con regie curate dal tunisino Cherif.
Nel 1997 Stabat Mater e Passione secondo Giovanni vennero allestiti da Jorge Mello di Artistas Unidos a Lisbona.
Nel 2000 il mastodontico Materiali per una tragedia tedesca, vincitore del Premio Riccione nel 1997, fu diretto ancora da Cherif in un'ambiziosa produzione del Piccolo Teatro di Milano. Il lavoro inaugurò un filone molto significativo nel percorso dell'autore, che negli ultimi anni si confrontò spesso con la dimensione storica con opere che se da un lato presentano un forte impatto politico, dall'altro sono state definite come vere commedie all'italiana , nutrite di elementi grotteschi e paradossali .
Nel 2004 debuttò in prima assoluta al Festival Benevento Città Spettacolo "La casa di Ramallah" con la regia di Paolo Coletta e interpretato da Sandra De Falco.
Nel 2007 Marco Martinelli ed Ermanna Montanari del Teatro delle Albe di Ravenna rappresentarono Stranieri. Nel 2008 Passione secondo Giovanni fu tradotto in francese e prodotto dal Théâtre Vidy di Losanna per la regia di Jean-Yves Ruf con Olivier Cruveiller e Paul Minthe. Lo stesso testo fu allestito poi anche dal Théâtre de la Colline di Parigi. Nello stesso anno La pace andò in scena per la produzione del Teatro Stabile di Torino con la regia di Marco Isidori.
Nel 2009 lo Stabile di Torino approntò un nuovo allestimento della Tetralogia delle cure, con il titolo Quattro atti profani, sotto la direzione di Valter Malosti mentre Gramsci a Turi debuttò al Napoli Teatro Festival Italia per la regia di Daniele Salvo. Nel 2010 il Teatro Stabile del Friuli-Venezia Giulia presentò La casa di Ramallah, diretto da Antonio Calenda e interpretato da Giorgio Albertazzi.
Nel 2011 Trittico fu presentato al Teatro Out Off di Milano per la regia di Cristina Pezzoli, seguito da Medea al Festival di Benevento nell'allestimento di Alessandra Cutolo.
Nel 2012 Esequie solenni andò in scena al Teatro Franco Parenti di Milano con la regia di Andrée Ruth Shammah.
Nel 2013 Tarantino ricevette dal Teatro lirico sperimentale di Spoleto la commissione di un libretto per una breve opera lirica e scrive Doglie (Non è che un piccolo problema) con la regia di Sandra De Falco.
Nel 2017 "Giuseppe Verdi a Napoli", ultima opera scritta da Tarantino, debuttò a Roma al Teatro Vascello con la regia di Sandra De Falco.
Nel 2019 fu protagonista del documentario Noi, Antonio, scritto e diretto dal regista bresciano Paolo Perlotti e interpretato da Valter Malosti, Maria Paiato, Marco Martinelli e Giuseppe Marini.
Tarantino è morto  a Torino il 21 aprile 2020 all'età di 82 anni per arresto cardiaco. Dal 2017 beneficiava del vitalizio previsto dalla Legge Bacchelli.

## Pubblicazioni
- Quattro atti profani ed. Ubulibri, Milano, 1997; ed. Einaudi, Torino, 2016
- Materiali per una tragedia tedesca ed. Ubulibri, Milano, 2000; ed. Cue Press, Imola, 2016
- La casa di Ramallah e altre conversazioni ed. Ubulibri, Milano, 2006
- Gramsci a Turi e altri testi ed. Ubulibri, Milano, 2009[2]
- Giuseppe Verdi a Napoli ed. Cue Press, Imola, 2017

## Riconoscimenti
- 1993 – Premio Riccione per il Teatro per Stabat Mater e Passione secondo Giovanni
- 1997 – Premio Riccione per il Teatro per Materiali per una tragedia tedesca
- 1997/98 – Premio Ubu come Nuovo autore italiano
- 1999-2000 – Premio Ubu per la Migliore novità italiana con Materiali per una tragedia tedesca
- 2000 – Premio Candoni per Stranieri
- 2017 – Premio Ubu alla carriera